# Carl von Viebahn
Johann Georg Carl Konrad von Viebahn, auch: Karl von Viebahn, (* 28. Mai 1800 in Soest; † 17. Januar 1876 in Siegen) war von 1836 bis 1837 Königlicher Bürgermeister von Siegen.

## Leben
Carl von Viebahn entstammte einer 1728 durch den preußischen König Friedrich Wilhelm I. geadelten, christlich und patriotisch gesinnten Offiziers- und Beamtenfamilie. Seine Eltern waren Johann Levin von Viebahn (* November 1755; † 8. Oktober 1813) und dessen Ehefrau Henriette Konradine Sophie Spener (* 3. Juni 1766; † 18. April 1851). Sein Bruder war der Regierungspräsident von Oppeln, Georg von Viebahn; seine Neffen waren die preußischen Generäle Rudolf von Viebahn und Ferdinand von Viebahn sowie der Generalleutnant und Evangelist Georg von Viebahn.
Von Viebahn war Rechtsanwalt und Notar sowie Gerichtsdirektor in Siegen. Er wurde zum Justizrat ernannt. 1873 trat er in den Ruhestand.
Von 1836 bis 1837 war Carl von Viebahn als Nachfolger von Friedrich Carl Trainer Königlicher Bürgermeister von Siegen.

## Familie
Viebahn heiratete am 24. August 1830 in Siegen Katharine Amalie Keller (* 8. November 1806; † 18. Februar 1871). Das Paar hatte mehrere Kinder:
- Katharine Agnese Konradina (* 7. September 1831) ⚭ 1851 Ludwig Jesse († 28. Juni 1899), preußischer Geheimer Justizrat
- Ernst Lucian Friedrich Ludwig (1832–1833)
- Marie Sophie Henriette (* 11. März 1834) ⚭ 1857 Heinrich Schneider († 9. Mai 1896), Fabrikbesitzer
- Agnese Karoline (1836–1838)
- Friedrich Philipp Jakob (* 28. März 1838; † 21. Mai 1898), Direktor des Eisenwerkes Karlshütte

⚭ 1867 Marie Johanna Lisette Christina Hammacher (* 20. April 1846; † 17. März 1871)
⚭ 1881 Anna Wilhelmine Utsch verwitwete Müller (* 16. November 1846; † 12. März 1896)
- Franziska Emma (1840–1859)
- Henriette (* 17. März 1844) ⚭ 1868 Adolf Keller, Geheimer Oberbaurat